# Irénée de Lyon
Pour les articles homonymes, voir Irénée et Saint-Irénée (homonymie).
Irénée de Lyon (en grec ancien Εἰρηναῖος / Eirēnaîos) ou Irénée de Smyrne, né vers 122 en Asie mineure vraisemblablement à Smyrne, et probablement mort à Lyon vers 200, est une personnalité du christianisme ancien.
Élève de Polycarpe de Smyrne, il s'établit vers la fin des années 170 en Occident, où il dirige la communauté chrétienne de Lyon, ville dont la tradition le considère comme le deuxième évêque. Premier apologiste à réaliser une œuvre de théologie systématique en Occident, il est l'auteur d'une Réfutation de la prétendue gnose au nom menteur, aussi connue sous le nom de Contre les hérésies.
Irénée est compté au nombre des Pères de l'Église. En 2022, il est déclaré par le pape François « docteur de l'Église » avec le titre de « docteur de l'unité » (Doctor unitatis). Vénéré comme un saint, il est fêté le 28 juin par l'Église catholique et le 23 août par l'Église orthodoxe.

## Éléments biographiques

### Sources
On connait peu de chose de la vie d'Irénée. Sa chronologie est mal établie, l'essentiel provenant de quelques éléments de ses œuvres et de ce qu'en dit Eusèbe de Césarée dans son Histoire de l'Église, datée des premières décennies du IVe siècle.

### Origines
Irénée (en grec ancien Εἰρηναῖος : Eirênaĩos « pacifique ») est né en Asie mineure, vraisemblablement à Smyrne, entre les années 120 et 130, quoique d'autres propositions situent sa naissance entre 115 et 145. De langue et de culture grecques, Irénée affirme avoir entendu prêcher l'épiscope Polycarpe de Smyrne. Polycarpe est un dirigeant de la communauté chrétienne d'une ville de la côte égéenne, devenue un important foyer culturel et littéraire. Polycarpe meurt âgé et en martyr vers la fin des années 150 ou 160, et Irénée a peut-être été son auditeur ou son élève dans ses jeunes années.
D'après ce dernier, Polycarpe affirmait avoir connu l'apôtre Jean, ce qui confère aux deux hommes un lien avec les temps apostoliques. Cette succession apostolique est d'ailleurs un point central de la théologie irénéenne. Celle-ci considère les épiscopes comme des « porte-paroles », des maîtres qui, à l'instar des écoles antiques de philosophie ou de médecine, prolongent l'enseignement des apôtres et non comme leurs successeurs dans l'autorité.

### Lyon

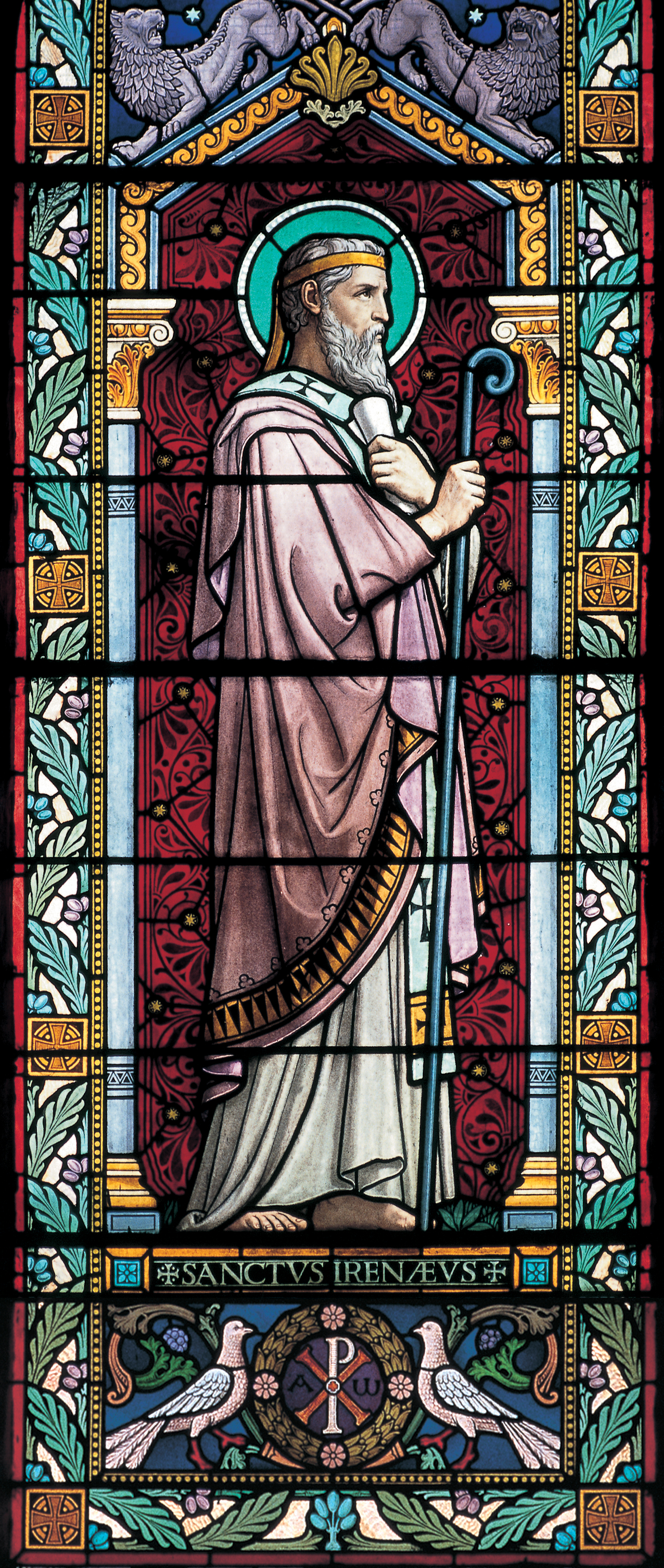
Le vitrail de Saint-Irénée par Lucien Bégule.

Vers le début des années 160, Irénée se rend en Occident. Il réside peut-être dans un premier temps à Rome, qu'il semble bien connaître, pour poursuivre une formation de rhéteur. On le retrouve ensuite lié à la communauté chrétienne de Lyon, une ville qu'il ne cite jamais dans ses œuvres, mentionnant toutefois qu'il réside « chez les Celtes » dont il a appris le « dialecte barbare ». Cette communauté chrétienne locale est en partie composée de migrants hellénophones, venus aussi d'Orient dans cette colonie romaine de langue latine implantée en territoire celte. C'est la capitale de la province de Gaule Lyonnaise, devenue la plus grande ville bâtie au nord des Alpes et un important centre économique, culturel et religieux.
Cette communauté chrétienne, culturellement et religieusement moins intégrée à la vie de la cité, suscite la méfiance et le mépris de la population, et contribue à la sévère persécution dont elle est victime en l'an 177 : une émeute populaire à leur encontre mène les autorités à se saisir des chrétiens et à en exécuter une cinquantaine, tous originaires d'Asie Mineure, tandis que leur vieux dirigeant Pothin, chargé de la « diaconie de l'épiscope » meurt en captivité.

### Épiscopat
C'est à l'occasion de cet évènement qu'Eusèbe de Césarée mentionne Irénée. On ignore par ailleurs comment il échappe à la persécution, un phénomène très local, aléatoire et fortuit. Selon Eusèbe, qui se réfère à une sorte de « lettre de recommandations » adressée à l'évêque de Rome Éleuthère par les chrétiens de Lyon et de Vienne en attente de leur exécution, Irénée est mentionné comme « porteur » du message et accrédité comme « presbytre » de leur communauté. Eusèbe explique que c'est à la même époque, aux alentours des années 180, qu'Irénée reçoit la direction comme « épiscope » de la communauté de Lyon, en succession de Pothin, à une époque où les titres et les fonctions au sein du christianisme ancien ne sont pas encore clairement établis.
Le seul évènement concret connu de son épiscopat est son intervention auprès de l'évêque de Rome Victor (189-198), au sujet d'une querelle qui divise les communautés chrétiennes autour de la célébration de la date de Pâques et de la durée du jeûne qui l'entoure : tout en s'accordant avec la position de Victor, Irénée l'invite toutefois à faire preuve de tolérance et de charité envers ses opposants.
C'est aux alentours de 185 qu'Irénée écrit son œuvre la plus connue, Réfutation de la prétendue gnose au nom menteur, qui semble témoigner des divisions et des courants qui traversent sa communauté, repris sous le vocable général de « gnosticisme », qu'il entend démasquer et combattre sur le mode antique de la refutatio.
Bien qu'il n'y ait pas de preuve qu'Irénée ait vécu au-delà de la fin de l'épiscopat de Victor, et que ni les circonstances ni la date de sa mort ne soient connues, Jérôme de Stridon attribue vers 410 le titre de martyr à Irénée, dans une brève allusion de son Commentaire sur İsaïe.
Grégoire de Tours (c.539-594) est le premier à rapporter l'histoire de son martyre, qu'il situe au temps d'une persécution sous l'empereur Septime Sévère (193-211). Grégoire affirme en outre qu'Irénée est enterré sous l’autel de la crypte de la basilique lyonnaise Saint-Jean, qui deviendra plus tard l'église Saint-Irénée. Depuis lors, les années situées vers 200-202 sont souvent proposées comme dates traditionnelles de sa mort.

## Écrits

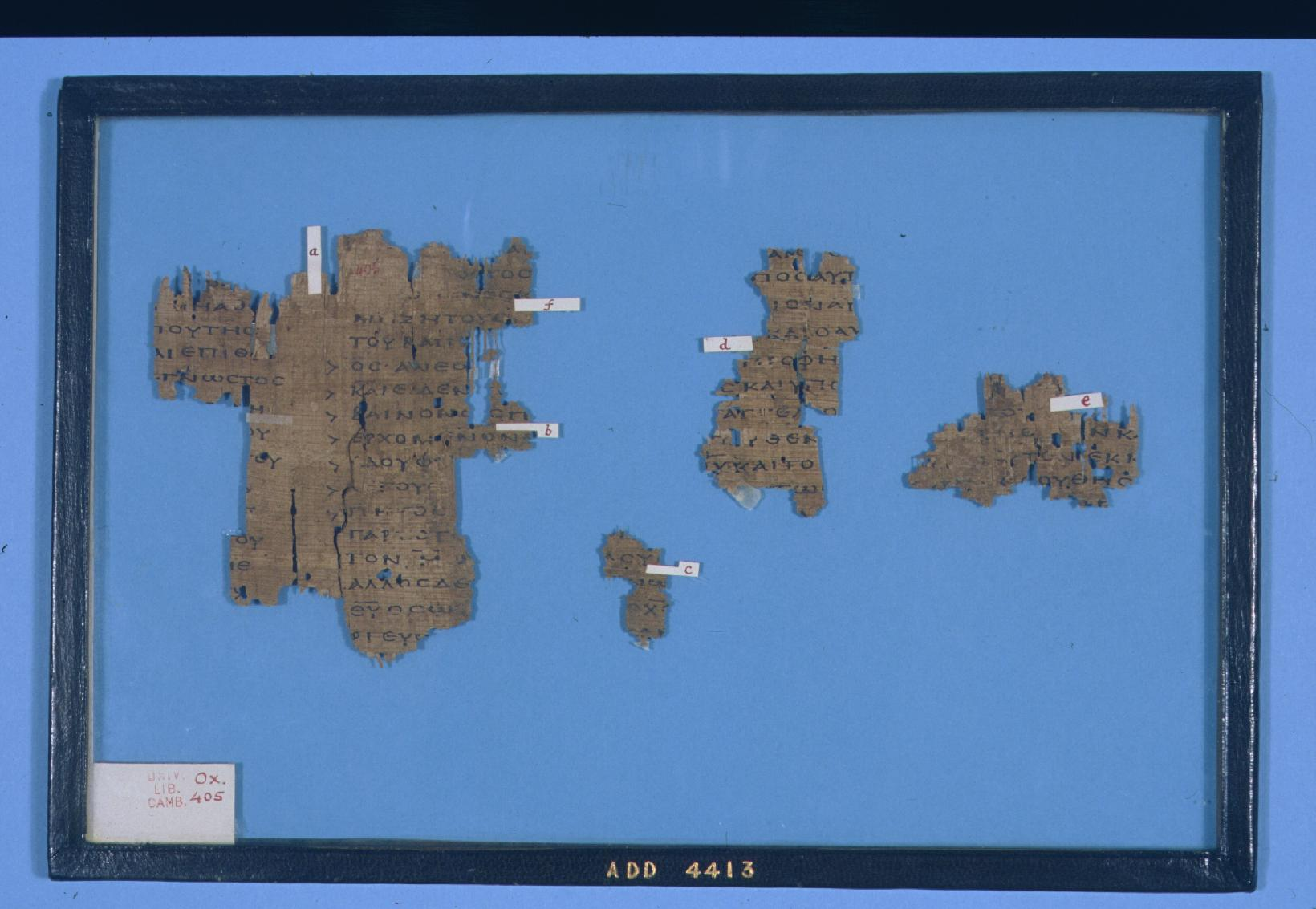
Fragments du papyrus d'Oxyrhynque no 405 contenant une copie du Contre les hérésies datant de 200 environ. Bibliothèque de l'université de Cambridge.

Dans sa Réfutation de la prétendue gnose au nom menteur, plus connue sous le titre de Contre les hérésies (Adversus Hæreses), Irénée dénonce une « perversion de la vraie gnose », qui est la foi chrétienne qu'il défend, l'authentique connaissance de Dieu. Il n'existe de cet ouvrage qu'une traduction latine, une traduction arménienne des livres IV et V, ainsi que des fragments en syriaque et en grec.
Destinée à réfuter Valentin d'Égypte et les gnostiques, usant de la calomnie et d'une certaine malveillance caractéristique du genre, la Réfutation a constitué la principale source historique sur ce courant gnostique jusqu'à la découverte de la bibliothèque de Nag Hammadi. Elle mentionne entre autres l'existence de l'évangile de Judas et dresse également la liste des évêques de Rome.
Irénée est aussi l'auteur d'une Démonstration de la prédication apostolique (Demonstratio apostolicae praedicationis), postérieure à la Réfutation et dont l'existence n'a longtemps été connue que par une mention d'Eusèbe de Césarée. L'original grec est perdu, mais une version arménienne a été retrouvée en 1904 et publiée en 1907. Il s'agit d'un court traité qui résume la foi chrétienne, d'une sorte de catéchisme destiné en particulier à un chrétien baptisé du nom de Marcianus .
Eusèbe de Césarée cite également des extraits de deux lettres : À Florinus et Au pape Victor. On ne sait rien de fiable sur ses autres écrits.

## Théologie

### L'histoire du Salut

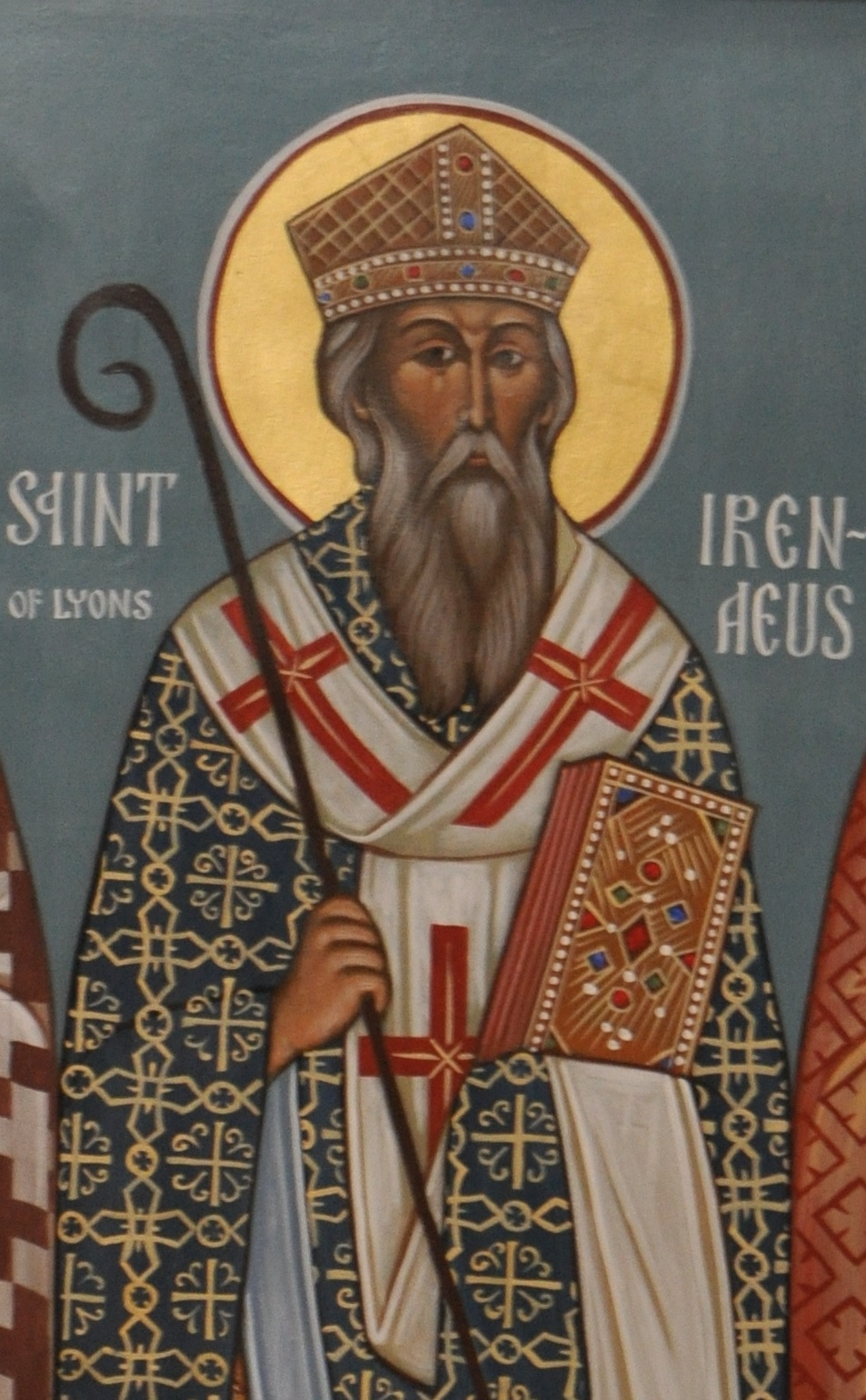
Irénée de Lyon, icône orthodoxe.

Lors de la lutte contre le gnosticisme, Irénée affirme que l'histoire du Salut est annoncée dans les Écritures, commencée par Dieu et parachevée par le Christ. L'essentiel réside dans l'engendrement par Dieu d'un homme véritable qui est chair. La chair est l'image substantielle de Dieu, visible dans la chair glorieuse de Jésus. Elle est élevée à Dieu progressivement par la contemplation de Dieu. Cette vérité de l'esprit et de la chair, malgré le péché d'Adam, explique l'expression d'Irénée : Gloria (enim) Dei vivens homo, vita autem hominis visio Dei (« La gloire de Dieu est l'homme vivant, mais la vie de l'homme est la vision de Dieu »). L'œuvre de Dieu a pour but le salut de la chair, admise à voir Dieu : il n'y a qu'un seul et unique dessein de Dieu, le salut de l'homme dans toutes ses composantes, « récapitulées » dans la personne du Christ.
Les Pères de l'Église du IVe siècle ont éclipsé la synthèse théologique d'Irénée, mais elle n'en reste pas moins, de par son contact avec les origines du christianisme, l'un des moteurs du dynamisme évangélisateur du IIe siècle. La Tradition (paradosis) est désormais fondée,.

### Église et tradition
Cette synthèse théologique vient d'une réaction à la doctrine gnostique. « Comme entraîné par les gnostiques, et en particulier les valentiniens, Irénée aborde à peu près tous les domaines de la révélation ».
Chez lui, l’autorité des Écritures est absolue : la Bible suffit pour connaître Dieu et son œuvre, toute spéculation supplémentaire étant vaine. Il affirme l’unité de la foi avec celle de l'Église, et soutient que l’Écriture révèle un plan de Dieu pour le salut des hommes.
Irénée est le premier à parler de la « Tradition » : contre les « hérétiques », il défend la tradition de l'Église, qui se veut fondée sur la « règle de vérité » qui est la foi. Face à ceux qui s'appuient sur une « tradition secrète » qui leur est propre et sélectionnent les Écritures, Irénée insiste sur l'Écriture dans sa globalité et sur la Tradition de l'Église. Il réfute les gnostiques en décrivant leurs doctrines à la lumière des Écritures.
Sa conception de l'herméneutique repose sur plusieurs principes. En premier lieu, Irénée présente la vérité comme un corpus dont les différentes doctrines forment les membres : le « canon immuable de la vérité » permet de distinguer les vraies et les fausses interprétations de l'Écriture. En dernier ressort, la Tradition permet de décider de la légitimité d'une doctrine. Cette Tradition n'est autre que l'enseignement des évêques qui se sont succédé sans interruption depuis les apôtres, surtout dans l’Église de Rome fondée par Pierre. Enfin, une interprétation a des chances d'être exacte si elle est en harmonie avec les autres textes de l’Écriture.
Ce qui apparaît chez Irénée, c’est une théologie de l'Église : la transmission de l'enseignement des apôtres n'est pas laissée à l'initiative des « docteurs » privés (laïcs). Les apôtres eux-mêmes ont fondé les institutions par lesquelles ils ont voulu que leur enseignement soit transmis. Seules ces institutions garantissent la conformité d'une doctrine avec la révélation. De cela, Irénée voit une confirmation dans l'unité de l'enseignement des évêques. Autant les écoles gnostiques sont divisées et se contredisent, autant l'enseignement des évêques est un sur toute la surface de la terre.

### Les quatre Évangiles

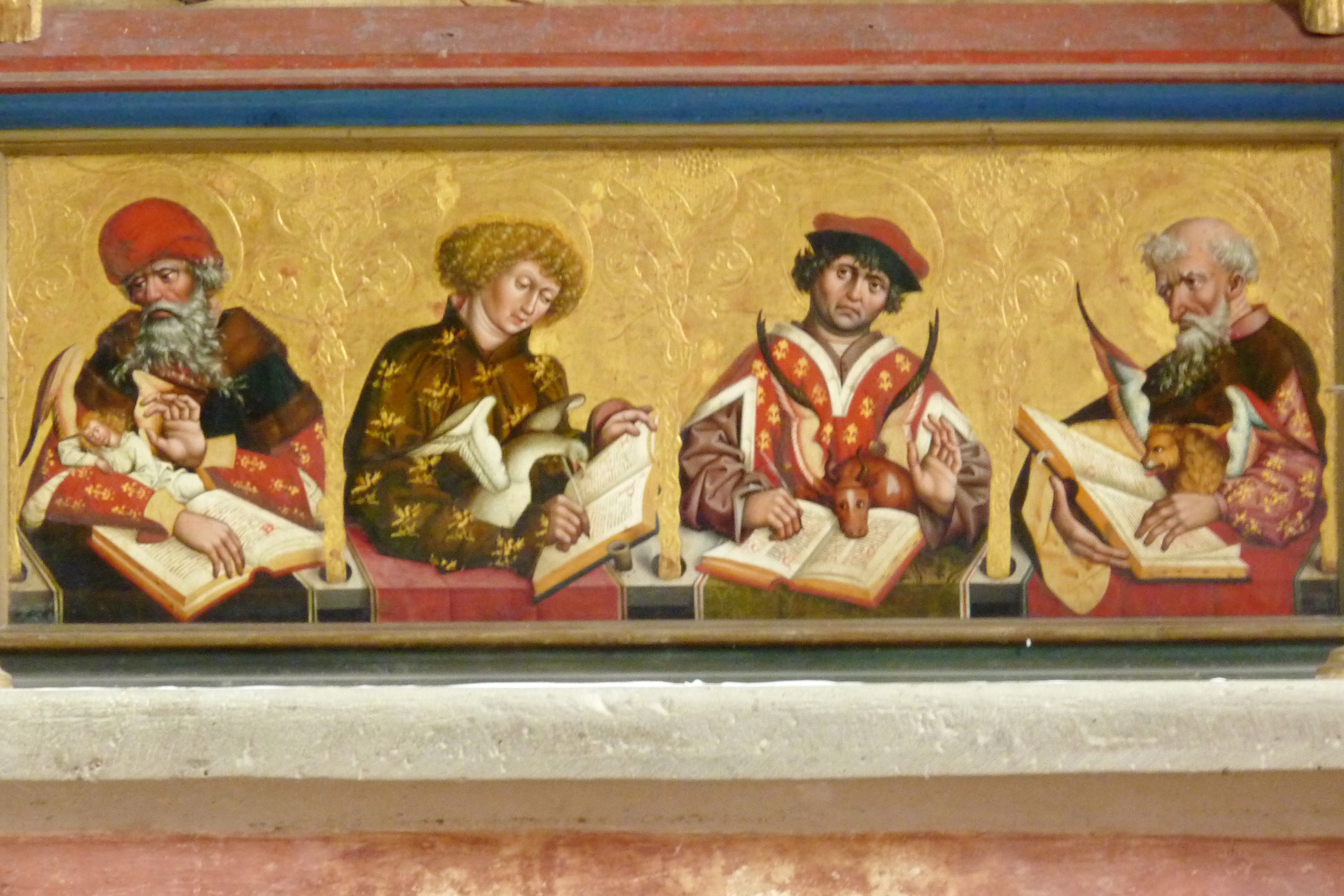
Les Quatre Évangélistes avec leurs symboles (de g. à dr., Matthieu, Jean, Luc et Marc). Prédelle du maître-autel XVe siècle, chapelle du château de Blutenburg, Munich.

Irénée défend dès 170 l'idée qu'il n'existe que quatre évangiles légitimes. Et seuls quatre évangiles seront ultérieurement inscrits dans le canon du Nouveau Testament : les évangiles selon Matthieu, selon Marc, selon Luc et selon Jean :

« Par ailleurs, il ne peut y avoir ni un plus grand ni un plus petit nombre d'évangiles (que quatre). En effet, puisqu'il existe quatre régions du monde dans lequel nous sommes et quatre vents principaux, et puisque, d'autre part, l'Église est répandue sur toute la terre et qu'elle a pour colonne et pour soutien l'Évangile et l'Esprit de vie, il est naturel qu'elle ait quatre colonnes qui soufflent de toutes parts l'incorruptibilité et rendent la vie aux hommes. D'où il appert que le Verbe, Artisan de l'univers, qui siège sur les Chérubins et maintient toutes choses, lorsqu'il s'est manifesté aux hommes, nous a donné un Évangile à quadruple forme, encore que maintenu par un unique Esprit. »

— Irénée de Lyon, Contre les hérésies 3, 11, 8
Il s'oppose par là à Marcion, qui affirme que l'évangile selon Luc est le seul et véritable évangile,. Irénée est aussi le premier auteur connu à déclarer que l'évangile selon Jean est l'œuvre de Jean l'apôtre et que l'évangile selon Luc est celle de Luc, le compagnon de Paul.
Dans son Contre les hérésies III:1, il précise :

« Matthieu entreprit donc aussi d'écrire son évangile chez les Hébreux et en leur propre langue, pendant que Pierre et Paul annonçaient l'évangile à Rome et y fondaient l'Église. D'un autre côté, après leur départ, Marc, le disciple et l'interprète de Pierre, nous transmit lui aussi par écrit ce que son maître prêchait, et Luc, le compagnon de Paul, mit dans un livre l'évangile que celui-ci annonçait. Ensuite Jean, le disciple du Seigneur, qui a reposé sur sa poitrine, publia lui aussi l'Évangile, tandis qu'il habitait à Éphèse en Asie »

— Irénée de Lyon.

## Vénération et postérité
Présent dès la première édition du Martyrologe romain à la fin du XVIe siècle, inspiré des martyrologes d'Usuard et de Florus qui au IXe siècle, se fondant sur Grégoire de Tours, attribuent une date à son martyre. En 1638, Claude Grolier, prieur de Saint-Irénée, obtient une partie importante de la tête d’Irénée, qu’il fait enchâsser dans un reliquaire en argent et l'offre à la dévotion des fidèles dans son église.
Localement, Irénée est initialement fêté le 28 juin, mais comme la date tombe un jour de pénitence lié à la Vigile des saints apôtres Pierre et Paul, la solennité est déplacée au 23 novembre pour mieux l’individualiser. Puis, au milieu du XVIIIe siècle, elle est fixée au dimanche qui suit cette date. Enfin, suivant le Rituel du diocèse de Lyon de l’archevêque Antoine de Malvin de Montazet (1788), la fête est à nouveau déplacée pour célébrer Irénée et « ses compagnons martyrs (...) le dimanche le plus prochain après le 29 [juin]». Au XXe siècle, à la suite des travaux de recherche, Irénée est retiré du Martyrologe. Mais toujours vénéré comme saint, il est fêté le 28 juin par l'Église catholique et le 23 août par l'Église orthodoxe.
Sur un plan théologique, l'influence d'Irénée décroît rapidement à partir du IVe siècle et ses écrits tombent progressivement dans l'oubli, avant qu'Érasme publie une édition princeps du "Contre les hérésies" (Adversus hæreses) en 1526, et qu'au XXe siècle, les travaux du concile Vatican II réhabilitent sa pensée et le posent en modèle épiscopal à suivre. En 1685, l’archevêque de Lyon Camille de Neufville de Villeroy nomme Irénée patron et protecteur du diocèse et lui dédie le séminaire qu’il fait construire en 1663.
L'université catholique de Lyon, fondée en 1875, garde saint Irénée comme son saint patron.
En 2018, le cardinal Philippe Barbarin, 140e archevêque de Lyon, demande au pape François s'il peut proclamer son ancien prédécesseur « docteur de l'unité de l'Église ». Le décret faisant d'Irénée un docteur de l'Église est publié par François le 21 janvier 2022 :

« Saint Irénée de Lyon, venu d'Orient, exerçait son ministère épiscopal en Occident : il était un pont spirituel et théologique entre les chrétiens d'Orient et d'Occident. Son nom, Irénée, exprime cette paix qui vient du Seigneur et qui réconcilie, réintègre dans l'unité. »

— Pape François
L'Histoire littéraire de la France lui consacre un chapitre.

## Dans la culture populaire

### Dictons
- Le jour de la Saint-Irénée est l'un des plus beaux de l'année[52].

### Ouvrages d'Irénée de Lyon
- Contre les hérésies (188), trad. Adelin Rousseau et Louis Doutreleau, Cerf, coll. « Sources chrétiennes » ; Livre I, no 263-264, 2 vol., 1979 ; Livre II, no 293-294, 2 vol., 1982 ; Livre III, no 210-211, 2 vol. : 1974 ; Livre IV, no 100, 1965, 1008 p. ; Livre V, no 152-153, 2 vol., 1969.
  - Contre les hérésies. Dénonciation et réfutation de la gnose au nom menteur, trad. Adelin Rousseau, Cerf, coll. « Sagesses chrétiennes », 3e éd. 1991, 752 p.
- Démonstrations de la prédication apostolique, trad. Léon Marie Froidevaux, Cerf, coll. « Sources chrétiennes » no 62, 1959 ; trad. Adelin Rousseau, no 406, 1995.
  - Démonstration de la prédication apostolique, trad. de l'arménien Jean-Pierre Mahé et Rose Varteni Chétanian : Premiers écrits chrétiens, Gallimard, coll. « La Pléiade », 2016, p. 1092-1140.

### Ouvrages généraux
- Simon Claude Mimouni et Pierre Maraval, Le christianisme des origines à Constantin, Paris, Presses universitaires de France, coll. « Nouvelle Clio », 2007, 684 p. (ISBN 978-2-13-052877-7)
- Jean-Marie Mayeur, Charles et Luce Pietri, André Vauchez, Marc Venard (dirs.), Histoire du christianisme, vol. 1 : Le Nouveau Peuple (des origines à 250), Paris, Desclée, 2000, 938 p. (ISBN 2-7189-0631-6)
- Hubertus R. Drobner (trad. Joseph Feisthauer), Les Pères de l'Église : Sept siècles de littérature chrétienne, Desclée, coll. « Histoire du christiannisme », 1999, 637 p. (ISBN 978-2-7189-0693-5)
- Angelo Di Berardino (dir.) (trad. de l'italien par François Vial), Dictionnaire encyclopédique du Christianisme ancien, vol. I : A-I, Paris, Cerf, 1990, 1279 p. (ISBN 2-204-03017-1)

### Études sur Irénée de Lyon
- Guillaume Bady et Marie-Laure Chaieb (Études réunies par), Irénée de Lyon, théologien de l'unité, Paris, Beauchesne, coll. « Théologie historique » (no 132), 2023, 546 p. (ISBN 978-2-7010-1732-7).
- (en) Sara Parvis (éd.) et Paul Foster (éd.), Irenaeus : Life, Scripture, Legacy, Fortress Press, 2012 (ISBN 978-0-8006-9796-9).
- Marie-Laure Chaïeb, Irénée de Lyon : « Contre les hérésies », lu par Marie-Laure Chaïeb, Éditions du Cerf, 2011.
- (en) Denis Minns, Irenaeus : An Introduction, T&T Clarck, 2010, 193 p. (ISBN 978-0-567-03366-6, lire en ligne).
- Cyril Pasquier, Aux portes de la gloire, Analyse théologique du millénarisme de saint Irénée de Lyon, 2008  (ISBN 978-2-8271-1044-5).
- Jean Comby et Donna Singles, La gloire de Dieu, c'est l'homme vivant, traduction des textes d'Irénée par Adelin Rousseau, Cerf, Paris, 2007 (ISBN 978-2-204-08478-9).
- (en) Eric Osborne, Irenaeus of Lyons, Cambridge University Press, 2001, 328 p. (ISBN 9780521675727)
- Paul-Hubert Poirier, « Gnose et patristique. À propos de deux attestations du discours intérieur », Laval théologique et philosophique, vol. 57, no 2,‎ juin 2001, p. 235–241. (lire en ligne).
- Bernard Sesboüé, Tout récapituler dans le Christ : christologie et sotériologie d'Irénée de Lyon, Desclée, coll. « Jésus et Jésus Christ » (no 80), 2000 (présentation en ligne).
- Jacques Fantino, « Vérité de foi et vie des communautés chrétiennes selon Irénée de Lyon », Revue des Sciences Religieuses, t. 70, no 2,‎ 1996, p. 240-253. (lire en ligne).
- Jacques Fantino, La Théologie d'Irénée, Paris, Éditions du Cerf, Collection Cogitatio fidei, 1994.
- Yves-Marie Blanchard, Aux sources du Canon, le témoignage d'Irénée, avec le concours de l'Institut catholique de Paris, 1993.
- Thierry Ziegler, « Un regard neuf sur la formation du Canon », Revue d'histoire et de philosophie religieuses, vol. 71e année, Hommage à André Benoît, no 1,‎ janvier-mars 1991, p. 45-59 (lire en ligne).
- Ysabel de Andia, Homo vivens, incorruptibilité et divinisation de l'homme selon Irénée de Lyon, Études augustiniennes, 1986  (ISBN 978-2-851-21068-5).
- Pierre Prigent et André Benoît, « Pour une théologie de l'image : Les visions de l'Apocalypse - Remarques sur le thème de la vision chez Irénée de Lyon », Revue d'histoire et de philosophie religieuses, vol. 59e année, Mélanges Edmond Jacob, nos 3-4,‎ 1979, p. 373-384. (lire en ligne).
- Joseph Van der Straeten, « Saint-Irénée fut-il martyr ? », dans Les martyrs de Lyon (177) : Actes du colloque international, Lyon, 20-23 sept. 1977, Paris, CNRS, 1978, p. 145-153.